# Amar después de amar
Amar después de amar è una telenovela argentina trasmessa su Telefe dal 23 gennaio al 18 maggio 2017.

## Trama
La storia si apre con un incidente nel quale Carolina (Eleonora Wexler) moglie di Santiago perde la vita e Damián (Federico Amador) marito di Raquel cade in coma. 
Da questo momento in poi il dramma ruoterá intorno a due dimensioni: il passato ed il presente. 
Nel presente Santiago (Mariano Martínez) e Raquel (Isabel Macedo) da una parte tenteranno con le loro forze e con l'aiuto della polizia di svelare il mistero della morte di Carolina, intrecciando in maniera sempre più profonda il loro rapporto; dall'altra cercheranno di ristabilire un equilibrio all'interno dei due nuclei famigliari ormai distrutti dall'inaspettata tragedia. Mentre nel passato, attraverso una serie di flashback che vanno indietro a partire da 3 anni prima dell'incidente, si svilupperá la storia proibita di Damián e Carolina: le bugie, i tradimenti, le paure. Le conseguenze di questo amore segreto saranno terribili ed irreversibili per le famiglie dei due amanti.

## Personaggi

### Personaggi principali
- Santiago José Alvarado, interpretato da Mariano Martínez
- Raquel Judith Levin de Kaplan, interpretata da Isabel Macedo
- Carolina Fazzio de Alvarado, interpretata da Eleonora Wexler
- Damián Kaplan, interpretato da Federico Amador
- Detective Godoy, interpretato da Michel Noher
- Laura Eyzaguirre de Godoy, interpretata da Manuela Pal
- Mía Kaplan, interpretata da Delfina Chaves
- Nicolás Alvarado, interpretato da Franco Masini
- Federico Kaplan, interpretato da Manuel Ramos
- Lola Alvarado, interpretata da Camila Mateos
- Andrés Kaplan, interpretato da Gastón Ricaud
- Myriam Cohen de Kaplan, interpretata da Virginia Lago

### Personaggi secondari
- Comisario Antonio Valente, interpretato da Claudio Rissi
- Alina Cifuentes, interpretata da Brenda Gandini
- Fiscal Roth, interpretato da Maximiliano Ghione
- Pedro Carcamo, interpretato da Germán De Silva
- Gustavo "Bebo" Correa, interpretato da Agustín Vera
- Azucena, interpretata da Marita Ballesteros
- Cynthia Levin, interpretata da Cala Zavaleta
- Benjamín Alvarado, interpretato da Federico Tassara
- Kevin, interpretato da Santiago Pedrero
- Jovita, interpretata da Liliana Cuomo
- Luz Novikov, interpretata da Macarena Suárez
- Juan Wright, interpretato da Juan Bautista Greppi
- Lisa, interpretata da Lucrecia Gelardi
- Vicente Fazzio, interpretato da Roberto Vallejos
- Amílcar “Mocheta” Villoldo, interpretato da Hernán Jiménez
- Catalina Bacci, interpretata da Lucía Torn
- José "El Sarro" Miguet, interpretato da Jorge Prado
- Conrado, interpretato da Gastón Re
- Sammy Roth, interpretato da Alejandro Zabe

## Puntate
| Stagione       | Puntate | Prima TV Argentina |
| -------------- | ------- | ------------------ |
| Prima stagione | 70      | 2017               |

## Distribuzioni internazionali
| Paese       | Canale/i       | Prima TV assoluta | Titolo               |
| ----------- | -------------- | ----------------- | -------------------- |
| Uruguay     | Monte Carlo TV | 2017              | Amar después de amar |
| Cile        | Chilevisión    | 2017              | Amar después de amar |
| Stati Uniti | Univision      | 2017              | Amar después de amar |